# アフリカン・シンフォニー
アフリカン・シンフォニー (African Symphony) は、ヴァン・マッコイ&ザ・ソウル・シティ・シンフォニー (Van McCoy AND THE SOUL CITY SYMPHONY) の楽曲。演奏時間が3:00のものと、4:24（12’’Mix）のものがある。

## 概要
オリジナル版はヴァン・マッコイが1974年に発表したアルバム『ラブ・イズ・ジ・アンサー』(Love Is The Answer、JET-2267) に収録されていた楽曲 である。いわゆる「ディスコ・ミュージック」の一つとして発表されながらも、自身の結成したオーケストラ「ザ・ソウル・シティ・シンフォニー」との演奏により、独特の世界観を生んでいる。
1975年にはヘンリー・マンシーニがアルバム『シンフォニック・ソウル』 (Symphonic Soul) のラストナンバーとして本楽曲を取り上げている。1977年には岩井直溥の編曲による楽曲が『ニュー・サウンズ・イン・ブラス第5集』に収録されたことによって吹奏楽曲の一つとして認知されることになった。
1981年ミュージックエイトから吹奏楽の楽譜が発売される。長野市立三陽中学校吹奏楽部からのリクエストによる。同校吹奏楽部副部長(当時)がFM東京で放送されていた「ザ・ミュージック」のリスナーで、オープニングで流れていたアフリカン・シンフォニーを吹奏楽部で演奏するためリクエストした。同校文化祭である「れんげ祭」で演奏を行っている。
日本で広くこの曲が知られるきっかけになったのは、1987年に智辯学園和歌山高校野球部が第69回全国高等学校野球選手権大会に初出場した際、同校吹奏楽部顧問の吉本英治がアレンジして応援曲として採用したことによる。以後、智辯学園和歌山高校が高校野球の甲子園大会の常連・強豪校となったのを機に、他校の応援にも採用されるようになり、2007年の第89回全国高等学校野球選手権大会では代表49校中33校が、2008年の第90回全国高等学校野球選手権記念大会では代表55校中50校が応援曲に採用しており、高校野球の応援曲として高い人気を誇っている。
ただし、甲子園での高校野球応援でアフリカン・シンフォニーを一番はじめに演奏したのは1978年の第60回全国高等学校野球選手権大会でのPL学園高校である。
オリジナル版は2008年にアルバム『アフリカン・シンフォニー』としてヴァン・マッコイのベスト・アルバムに収録される形で再発され、吹奏楽版は企画盤『ブラバン甲子園2』に収録されるなど吹奏楽の定番曲として定着している。2014年にはオリジナル版が『トコトン掘り下げ隊!生き物にサンキュー!!』（TBSテレビ。ローカルセールス枠のため放送されない地域が多い）のテーマ曲に採用されている。
この曲は、香港の4大音楽賞の一つで香港電台主催の「十大中文金曲頒獎音楽会」のテーマ曲でもある。